# 孙超 (节度使)
孙超（?—?），后唐时河西军节度留后。长兴四年（933年），孙超遣大将拓拔承谦及僧、道士、耆老杨通信等至京师洛阳向朝廷任命，明宗李嗣源召见，拓拔承谦奏称凉州的戍兵是原郓州兵二千五百人的子孙，唐末和中原道路隔绝。城中有县令、判官、都押衙、都知兵马使，衣服言语略如汉人。明宗遂即任命孙超为凉州刺史，兼河西节度使。清泰元年（934年），李文谦继任留后。